# Il paradiso perduto (Rubinštejn)
Il paradiso perduto, Op. 54 è un'opera in 3 atti di Anton Grigor'evič Rubinštejn su libretto di Arnold Schlönbach, basato sul poema Paradiso perduto di John Milton.

## Storia della composizione
Nel luglio 1854 Rubinštejn prese parte ad un festival musicale a Rotterdam, dove rimase molto impressionato dagli oratori Israele in Egitto di Händel e La Creazione di Haydn. Franz Liszt, anch'egli presente, gli suggerì di chiedere un libretto allo scrittore tedesco Arnold Schlönbach, che ne scrisse uno liberamente tratto dal Paradiso perduto di John Milton. L'idea del compositore era quella di creare una grandiosa opera sacra, ma a causa delle difficoltà a riuscire a metterla in scena così come la concepiva, la dovette riadattare ad un oratorio. Rubinštejn dedicò il lavoro alla baronessa Edith von Rahden, segretaria privata della granduchessa Elena Pavlovna. La prima rappresentazione del Paradiso perduto ebbe luogo a Weimar il 1 marzo 1858, diretta da Liszt. Successivamente l'opera venne messa in scena in vari teatri europei, molto spesso diretta dallo stesso Rubinštejn. Il compositore diresse anche la prima rappresentazione completa dell'opera, ad un concerto di beneficenza della Società filarmonica di San Pietroburgo il 5 (17) dicembre 1876.

## Trama
L'azione si svolge nei cieli e sulla terra.

### Atto I
L'oratorio si apre con un Osanna del coro celeste. La voce di Dio dichiara la sua intenzione a creare la terra ed un'immagine del suo creatore. Gli abitanti del paradiso ricevono con entusiasmo questa notizia. Satana, tuttavia, è furioso e vendicativo: incita alla ribellione e raduna i suoi sostenitori. La voce incarica i tre Arcangeli Raffaele, Michele e Gabriele di cacciare gli insorti. Una lunga aria cantata da un angelo senza nome racconta quello che è successo: il Cielo ha vinto, anche se ad un prezzo molto alto. Gli insorti, ora ridotti a mere apparizioni, si lamentano mentre subiscono la loro punizione e chiedono aiuto a Satana, che non si è dato per vinto: dato che non è stato in grado di vincere in paradiso, rovinerà i piani di Dio distruggendo la terra. Ha un piano astuto: un serpente sedurrà Eva per indurla a disobbedire a Dio. L'esecuzione di questo disegno dovrà attendere il terzo atto, dopo la Creazione della terra nel secondo.

### Atto II
Il secondo atto si apre con un'introduzione per orchestra, che porta al comando di Dio: "Stop al caos!". Seguono sette scene, una per ogni giorno della creazione, via via più estese man mano che le creature diventano più importanti, culminando nella creazione dell'Uomo, il capolavoro di Dio. Eva appare immediatamente dopo Adamo ed insieme cantano un duetto, interrotto dalla voce di Dio, che ordina loro di astenersi dal perseguire la conoscenza del bene e del male. Il coro celeste intona l'elogio della creazione che culmina nell'Alleluia finale.

### Atto III
Il terzo atto inizia con un pezzo idilliaco, raffigurante il paradiso che i primi esseri umani hanno perduto. I seguaci di Satana  sono molto felici, ma la loro gioia è di breve durata: i tre Arcangeli proclamano la loro condanna e Dio annuncia la loro espulsione dal paradiso. Egli poi scende dal cielo sulla terra per punire le sue disubbidienti creature umane. Invano, Adamo cerca di incolpare Eva, che a sua volta dà la colpa al serpente. Il giudizio del Signore: "Con il sudore della tua fronte mangerai il tuo cibo finché non tornerai alla terra, poiché da essa sei stato preso; perché polvere eri e polvere tornerai". Adamo ed Eva iniziano un lungo duetto, in cui due cori si uniscono a loro. Il primo coro rappresenta gli angeli che brandiscono spade fiammeggianti per cacciare i peccatori, mentre cantano le lodi del Signore. Il secondo raffigura gli ostinati ribelli che si stringono attorno a Satana. L'opera termina con i tre Arcangeli Raffaele, Michele e Gabriele che chiudono la porta del paradiso alle spalle della coppia di peccatori.